# American Expedition Vehicles
American Expedition Vehicles (AEV), fundada en 1997 en Montana, Estados Unidos por Dave Harriton, es un fabricante de accesorios y partes de carrocería (aftermarket parts) y de tuning de alto rendimiento especializada en Jeep.
El principal objetivo de American Expedition Vehicles es la reconversión, equipamiento y máximo rendimiento de vehículos especializados para exploraciones terrestres, servicios, rescates, minería, seguridad, policiales y militares, entre otros. Los clientes pueden comprar los vehículos directamente de AEV o mandar su Jeep para ser personalizado y/o modificado según las peticiones del cliente. 
AEV es fabricante exclusivo de partes de carrocería para el AEV Brute, un kit de conversión para agregar una «caja pickup» al Jeep Wrangler.   

## Conversiones
Aparte de sus exclusiva línea de accesorios tales como llantas, suspensiones y parachoques... AEV se destaca por las siguientes conversiones:

### AEV Wrangler (JK)
AEV ofrece 3 paquetes de reformas para los dueños de Jeep Wrangler (JK), el JK231 es un paquete accesible de partida, con una altura de elevación más bajo y un fácil acceso a la cabina, incluye parachoques delanteros AEV. Próximo el JK231S se lo lleva a un nivel superior, la adición de un parachoques trasero y portador de neumáticos de repuesto, así como una Suspensión Premium con un alzamiento de 3.5" y neumáticos 35" x 12.5" x 17". Por último, el JK231R es cargado al máximo y listo para todo terreno, agregando neumáticos Mud Terrain y un winche Warn, así como protección con Skidplate y  AEV Heat Reduction Hood (Capó para reducción de calor AEV).

### AEV Brute Pickup Truck
Para AEV la Brute fue punto de no retorno. La primera camioneta Brute es introducida en el show de SEMA（Specialty Equipment Market Association）en noviembre de 2002, el Brute pasa a ser el hit del Show de SEMA, AEV gana su tercer Design Excellence Award. Esta conversión es el extremo para cualquier Jeep Wrangler TJ, el kit viene con más del 90% montado, con un promedio del tiempo de construcción de alrededor de 60 horas. Además, el kit se puede comprar en varias etapas de terminación y/o presupuesto.

### 570 Hemi (tj)
El TJ 5.7L HEMI debutó en el SEMA 2003. Fue pintado color Naranja Imola, un color del Acura NSX y parecía que estaba en llamas bajo las luces en el stand de Chrysler. La pintura realmente mostró un nuevo producto para la AEV; el Heat Reduction Hood. Este coche fue el comienzo de algo nuevo en AEV, antes de este vehículo, AEV hizo muy poco trabajo en motores.

### AEV J8 Milspec
AEV llegó a un acuerdo con Chrysler para vender  «componentes del chasis» del Jeep J8 en los EE. UU. El Jeep J8 es un vehículo militar basado en la plataforma del Jeep Wrangler Unlimited construido por Chrysler LLC, Estos chasis se venden completamente montado, pero sin motor o transmisión. Esto permite al cliente instalar o tener instalado o un 2.8L turbodiesel VM con 174 caballos de fuerza (130 kW) y 339 libras-pie de par de torsión (460 N·m) o un 5.7 litros V-8 HEMI de Chrysler con 330 caballos de fuerza (250 kW) y 375  libras-pie de par de torsión (508 N·m). El vehículo puede ser registrado legalmente en Estados Unidos como un «vehículo de componentes».